# Clanwilliam
Clanwilliam ist eine Stadt in der Lokalgemeinde Cederberg, im Distrikt West Coast der südafrikanischen Provinz Westkap. 2011 hatte sie 7674 Einwohner. Sie liegt etwa 230 Kilometer nördlich von Kapstadt. Clanwilliam ist eine der ältesten Städte Südafrikas und liegt am Fuß der Zederberge (Cederberg). Hier befindet auch der Zusammenfluss des Olifants River mit dem Jan Disselsrivier.
Der Ursprung des Ortes liegt in der Farm Jan Disselsvlei. Die Siedlung wurde 1814 vom Gouverneur der Kapkolonie John Cradock zu Ehren seines Vaters in Clanwilliam umbenannt. Im Jahr 1901 erlangte der Ort das Stadtrecht.
Clanwilliam bildet das Zentrum des Anbaugebietes des Rotbusch-Tees. Daneben ist Clanwilliam für seine außerordentliche Blumenpracht im Frühjahr bekannt.

## Sehenswürdigkeiten
- Unweit von Clanwilliam findet sich mit dem Aufschluss des Soom-Schiefers eine der weltweit wichtigsten Fossillagerstätten des Ordoviziums.[3]
- Bulshoek-Stausee, nördlich der Stadt, flussabwärts gelegen, eine der ältesten, großen wasserwirtschaftlichen Anlagen in Südafrika

## Staudamm

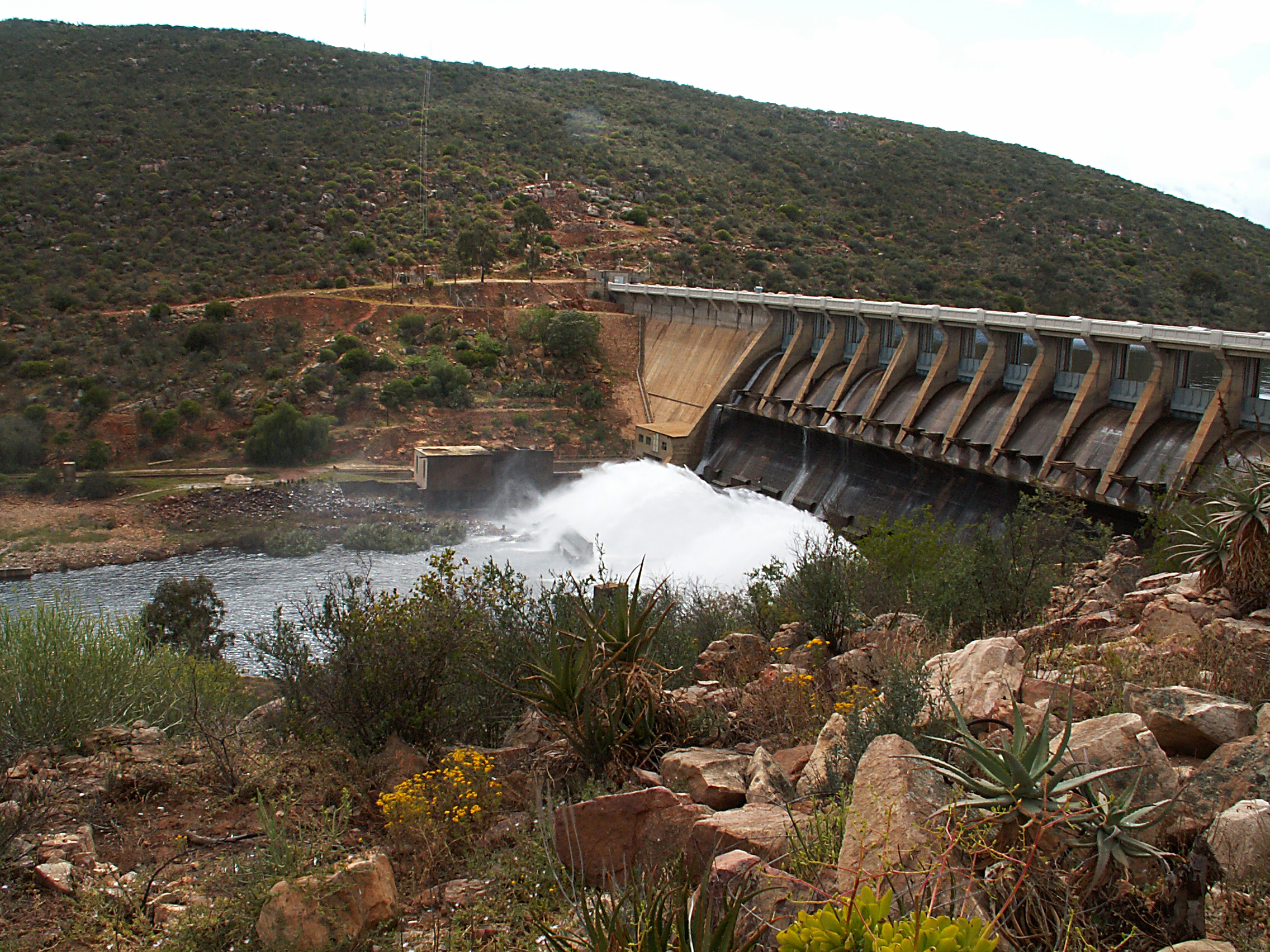
Der Clanwilliam-Staudamm

Die Wasserversorgung der flussabwärts gelegenen Gebiete, die vom alten Bulshoek-Damm (24 Kilometer unterhalb von Clanwilliam) versorgt wurden, war Anfang des 20. Jahrhunderts unzulänglich. Daraufhin wurde zwischen 1932 und 1935 drei Kilometer außerhalb von Clanwilliam ein neuer Staudamm im Olifants River errichtet. Er war in der ersten Ausbaustufe 38 Meter hoch (über dem normalen Flusswasserspiegel) mit einer Kapazität von rund 74.000.000 m³ Inhalt und einer Fläche von 786 Hektar. Das Einzugsgebiet von 2.090 km² schließt die regenreiche Gebirgsregion südlich von Ceres ein und erbringt einen jährlichen Mittelabfluss von ungefähr 456.000.000 m³, der Stausee floss jeden Winter über. Um die Sicherheit der Wasserversorgung zu erhöhen, wurde die Dammkrone zwischen 1964 und 1968 um sechs Meter erhöht. Die neue Kapazität beträgt ungefähr 121.000.000 m³.
Neben der Wasserversorgung dient der Stausee vielfältigen Freizeitaktivitäten wie dem Clanwilliam Triathlon im September/Oktober jedes Jahres.

## Archäologische Funde
Archäologisch interessant sind die zahlreichen Felsmalereien der Vorfahren der San, die in den gesamten Zederbergen des nördlichen Westkaps gefunden wurden.
In einem als Hollow Rock Shelter bezeichneten Abri wurden zahlreiche Steinwerkzeuge der „Still Bay Industry“ aus der Epoche der Mittleren Altsteinzeit entdeckt, die auf ein Alter von 80.000 bis 72.000 Jahren datiert wurden.
Clanwilliam ist außerdem der Sitz des Clanwilliam-Living-Landscape-Projektes, das die Ortsansässigen sensibilisiert und sie für den Schutz dieser einzigartigen kulturellen Hinterlassenschaft bildet.

## Verkehr
Clanwilliam ist über die Nationalstraße N7 zu erreichen, die hier eine Zu- und Ausfahrt hat. In West-Ost-Richtung quert die R364, innerstädtisch die Graafwater Way, das Stadtgebiet. Am westlichen Rand von Clanwilliam liegt der Inlandflugplatz Clanwilliam Airport.

## Söhne und Töchter der Stadt
- Marius van Heerden (1974–2021), Leichtathlet